# Michael Liendl
Michael Liendl (Graz, Austria, 25 de octubre de 1985) es un futbolista austríaco que juega como centrocampista en el Grazer AK de la 2. Liga.

## Trayectoria

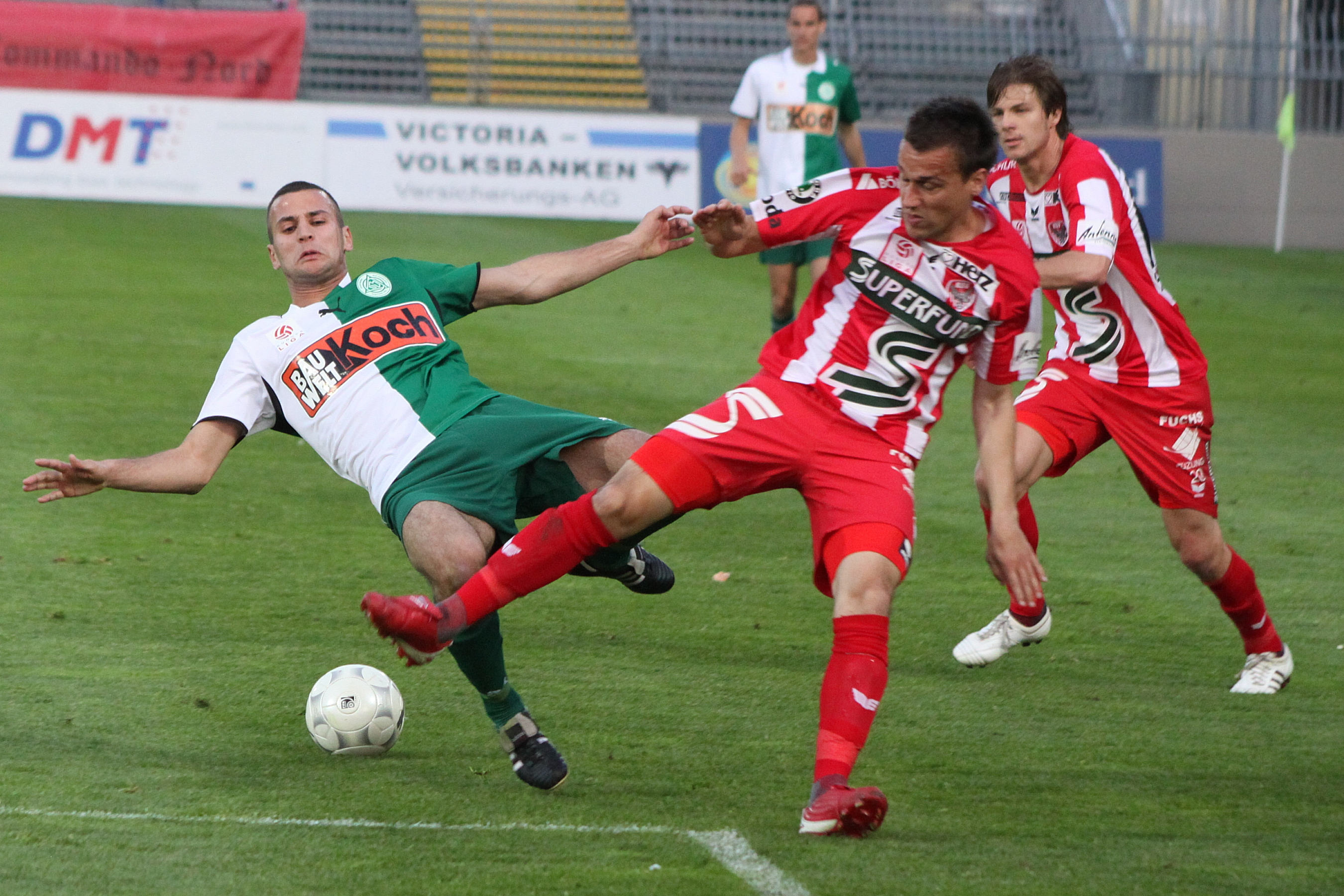
Michael Liendl (en medio)

Comenzó su carrera jugando en el FC Nenzing y en el FC Thüringen. Más tarde, jugó en el Grazer AK, el Kapfenberger SV, el FK Austria Viena y el Wolfsberger AC, antes de trasladarse a Alemania para unirse al Fortuna Düsseldorf en 2014, y TSV 1860 Múnich en 2015.
Posteriormente jugó en el F. C. Twente, luego regresó a Austria para reincorporarse al Wolfsberger AC en 2018. El 29 de octubre de 2020 marcó un triplete en la victoria a domicilio por 4-1 ante el Feyenoord de Róterdam en la Liga Europa de la UEFA 2020-21, convirtiéndose en el tercer jugador de más edad en conseguirlo, solo por detrás de Zlatan Ibrahimović y Aritz Aduriz.
El 2 de junio de 2022 se incorporó al Grazer AK, club en el que comenzó su carrera profesional. Firmó un contrato de un año.

## Selección nacional
El 3 de junio de 2014 debutó con la selección nacional de Austria de la mano del entrenador Marcel Koller, en un partido amistoso fuera de casa contra la República Checa, en el que entró en sustitución de Andreas Ivanschitz en el minuto 63. El partido terminó con una victoria de Austria por 2-1.

## Estadísticas

### Clubes
Actualizado al último partido disputado el 12 de noviembre de 2022.
| Club                          | Div.          | Temporada     | Liga  | Liga  | Liga   | Copas nacionales | Copas nacionales | Copas nacionales | Copas internacionales | Copas internacionales | Copas internacionales | Total | Total | Total  |
| Club                          | Div.          | Temporada     | Part. | Goles | Asist. | Part.            | Goles            | Asist.           | Part.                 | Goles                 | Asist.                | Part. | Goles | Asist. |
| ----------------------------- | ------------- | ------------- | ----- | ----- | ------ | ---------------- | ---------------- | ---------------- | --------------------- | --------------------- | --------------------- | ----- | ----- | ------ |
| Kapfenberger SV · Austria     | 2.ª           | 2003-04       | 10    | 2     | 0      | 0                | 0                | 0                | —                     | —                     | —                     | 10    | 2     | 0      |
| Kapfenberger SV · Austria     | 2.ª           | 2004-05       | 27    | 3     | 0      | 0                | 0                | 0                | —                     | —                     | —                     | 27    | 3     | 0      |
| Kapfenberger SV · Austria     | 2.ª           | 2005-06       | 33    | 4     | 3      | 0                | 0                | 0                | —                     | —                     | —                     | 33    | 4     | 3      |
| Kapfenberger SV · Austria     | 2.ª           | 2006-07       | 22    | 5     | 0      | 0                | 0                | 0                | —                     | —                     | —                     | 22    | 5     | 0      |
| Kapfenberger SV · Austria     | 2.ª           | 2007-08       | 33    | 18    | 0      | 0                | 0                | 0                | —                     | —                     | —                     | 33    | 18    | 0      |
| Kapfenberger SV · Austria     | 1.ª           | 2008-09       | 34    | 5     | 9      | 0                | 0                | 0                | —                     | —                     | —                     | 34    | 5     | 9      |
| Kapfenberger SV · Austria     | Total club    | Total club    | 159   | 37    | 12     | 0                | 0                | 0                | 0                     | 0                     | 0                     | 159   | 37    | 12     |
| FK Austria Viena · Austria    | 1.ª           | 2009-10       | 20    | 3     | 3      | 2                | 0                | 0                | 4                     | 0                     | 0                     | 26    | 3     | 3      |
| FK Austria Viena · Austria    | 1.ª           | 2010-11       | 30    | 3     | 8      | 4                | 0                | 0                | 6                     | 0                     | 0                     | 40    | 3     | 8      |
| FK Austria Viena · Austria    | 1.ª           | 2011-12       | 32    | 4     | 4      | 4                | 1                | 1                | 5                     | 1                     | 0                     | 41    | 6     | 5      |
| FK Austria Viena · Austria    | Total club    | Total club    | 82    | 10    | 15     | 10               | 1                | 1                | 15                    | 1                     | 0                     | 107   | 12    | 16     |
| Wolfsberger AC · Austria      | 1.ª           | 2012-13       | 36    | 9     | 12     | 3                | 1                | 0                | —                     | —                     | —                     | 39    | 10    | 12     |
| Wolfsberger AC · Austria      | 1.ª           | 2013-14       | 21    | 11    | 5      | 3                | 1                | 3                | —                     | —                     | —                     | 24    | 12    | 8      |
| Fortuna Düsseldorf · Alemania | 2.ª           | 2013-14       | 15    | 3     | 4      | 0                | 0                | 0                | —                     | —                     | —                     | 15    | 3     | 4      |
| Fortuna Düsseldorf · Alemania | 2.ª           | 2014-15       | 34    | 8     | 6      | 1                | 0                | 0                | —                     | —                     | —                     | 35    | 8     | 6      |
| Fortuna Düsseldorf · Alemania | 2.ª           | 2015-16       | 3     | 0     | 0      | 1                | 0                | 0                | —                     | —                     | —                     | 4     | 0     | 0      |
| Fortuna Düsseldorf · Alemania | Total club    | Total club    | 52    | 11    | 10     | 2                | 0                | 0                | 0                     | 0                     | 0                     | 54    | 11    | 10     |
| TSV 1860 Múnich · Alemania    | 2.ª           | 2015-16       | 29    | 4     | 8      | 2                | 0                | 0                | —                     | —                     | —                     | 31    | 4     | 8      |
| TSV 1860 Múnich · Alemania    | 2.ª           | 2016-17       | 30    | 8     | 6      | 2                | 0                | 0                | —                     | —                     | —                     | 32    | 8     | 6      |
| TSV 1860 Múnich · Alemania    | Total club    | Total club    | 59    | 12    | 14     | 4                | 0                | 0                | 0                     | 0                     | 0                     | 63    | 12    | 14     |
| F. C. Twente · Países Bajos   | 1.ª           | 2017-18       | 15    | 0     | 3      | 3                | 1                | 1                | —                     | —                     | —                     | 18    | 1     | 4      |
| F. C. Twente · Países Bajos   | Total club    | Total club    | 15    | 0     | 3      | 3                | 1                | 1                | 0                     | 0                     | 0                     | 18    | 1     | 4      |
| Wolfsberger AC · Austria      | 1.ª           | 2018-19       | 32    | 11    | 11     | 3                | 1                | 0                | —                     | —                     | —                     | 35    | 12    | 11     |
| Wolfsberger AC · Austria      | 1.ª           | 2019-20       | 32    | 8     | 17     | 2                | 1                | 0                | 6                     | 1                     | 3                     | 40    | 10    | 20     |
| Wolfsberger AC · Austria      | 1.ª           | 2020-21       | 34    | 8     | 16     | 4                | 4                | 0                | 7                     | 5                     | 0                     | 45    | 17    | 16     |
| Wolfsberger AC · Austria      | 1.ª           | 2021-22       | 31    | 8     | 6      | 5                | 0                | 6                | —                     | —                     | —                     | 36    | 8     | 12     |
| Wolfsberger AC · Austria      | Total club    | Total club    | 186   | 55    | 67     | 20               | 8                | 9                | 13                    | 6                     | 3                     | 219   | 69    | 79     |
| Grazer AK · Austria           | 2.ª           | 2022-23       | 16    | 4     | 7      | 3                | 0                | 0                | —                     | —                     | —                     | 19    | 4     | 7      |
| Grazer AK · Austria           | Total club    | Total club    | 16    | 4     | 7      | 3                | 0                | 0                | 0                     | 0                     | 0                     | 19    | 4     | 7      |
| Total carrera                 | Total carrera | Total carrera | 569   | 129   | 128    | 42               | 10               | 11               | 28                    | 7                     | 3                     | 639   | 146   | 142    |